# Étoile du Sanwi d'Aboisso
Maillots
L'Etoile du Sanwi d'Aboisso est un club de football ivoirien basé dans la ville d'Aboisso. Il joue ses matches au Stade municipal d'Aboisso. Le club évolue actuellement en D3.